# Nicolò Zeno (cacciatorpediniere)
Il Nicolò Zeno è stato un esploratore e successivamente un cacciatorpediniere della Regia Marina.

## Storia

### Nome e motto
Lo Zeno prese nome dal navigatore veneziano Nicolò Zeno che già nel XIV secolo esplorò il Nord Atlantico, raggiungendo le Isole Svalbard.
Il motto della nave, Più oltre, è tratto dalla Canzone a Umberto Cagni (da Merope, 1912) di Gabriele D'Annunzio.

### Gli anni Trenta
Lo Zeno fu la prima unità della classe costruita dai Cantieri del Quarnaro a Fiume e, come le altre unità costruite presso gli stessi cantieri, ebbe inizialmente gravi problemi di affidabilità delle turbine Belluzzo che ne ritardarono l'entrata in servizio. Anche le prime modifiche per il miglioramento della stabilità (alleggerimento e abbassamento delle sovrastrutture), nonché la sostituzione di timone (1932) e tubi lanciasiluri furono eseguite quasi subito e tennero l'unità ferma in cantiere fino al 7 ottobre 1930. Primo comandante dell'esploratore fu il capitano di fregata Bruno Brivonesi.
Ricevuta a Viareggio la bandiera di combattimento il 4 ottobre 1931, come altre unità della stessa classe nel periodo tra le due guerre effettuò la normale attività di squadra.
Il 28 giugno 1935, durante un'esercitazione notturna (simulazione di un attacco), entrò in collisione con il gemello Malocello: entrambe le navi ebbero gravi danni e sullo Zeno si ebbero un morto e due feriti. L'unità dovette quindi trascorrere alcuni mesi in riparazione.
Tra il 1936 ed il 1937 partecipò alle operazioni di appoggio navale durante la guerra civile spagnola.
Nel 1938 fu declassato a cacciatorpediniere ed assegnato alla XV Squadriglia Cacciatorpediniere.
Dopo un periodo di stanza a Lero insieme ai gemelli Pigafetta e Da Verazzano, rientrò in Italia per essere sottoposto al secondo ciclo di modifiche, che prevedevano l'allargamento dello scafo, la ricostruzione della prua e l'incremento dell'armamento.
Rientrò in servizio il 1º maggio 1940 sempre con la XV Squadriglia, alle dipendenze dell'VIII Divisione Incrociatori.

### La seconda guerra mondiale
All'ingresso dell'Italia nel secondo conflitto mondiale faceva ancora parte della XV Squadriglia Cacciatorpediniere, insieme ai gemelli Pigafetta, da Mosto e da Verrazzano. Svolse inizialmente l'attività di squadra con varie missioni di scorta, ricerca nemico, posa mine, caccia sommergibili e bombardamenti costieri dell'Albania in appoggio alla campagna di Grecia fino alla primavera del 1941, dopo di che svolse quasi unicamente attività di scorta ai convogli per la Grecia e il Nordafrica (durante la quale diede caccia a sommergibili, abbatté aerei, soccorse naufraghi) e di posa mine.
Il 7 luglio 1940, alle 14.10 salpò da Taranto insieme al Pigafetta, alle corazzate Giulio Cesare e Conte di Cavour ed alle Squadriglie Cacciatorpediniere VII (Freccia, Dardo, Saetta, Strale) e VIII (Folgore, Fulmine, Lampo e Baleno) in appoggio ad un convoglio per la Libia (trasporti truppe Esperia e Calitea, motonavi Marco Foscarini, Francesco Barbaro e Vettor Pisani, scortate dalle torpediniere Orsa, Procione, Orione, Pegaso, Abba e Pilo); ebbe però delle avarie meccaniche.
Tale formazione si unì poi alla I e II Squadra Navale, partecipando alla battaglia di Punta Stilo del 9 luglio, nella quale comunque lo Zeno non ebbe un particolare ruolo.
Tra il 30 luglio ed il 1º agosto fornì scorta indiretta – insieme ai gemelli Pigafetta e Malocello, agli incrociatori Pola, Zara, Fiume, Gorizia, Trento, da Barbiano, Alberto di Giussano, Eugenio di Savoia, Duca degli Abruzzi, Attendolo, Montecuccoli ed alle Squadriglie Cacciatorpediniere IX, XII, XIII e XV per un totale di 11 unità – a due convogli per la Libia, che videro in mare complessivamente 10 mercantili, 4 cacciatorpediniere e 12 torpediniere.
Il 6 agosto, insieme al gemello Pigafetta ed agli incrociatori Da Barbiano e Di Giussano, posò un campo minato al largo di Pantelleria scortato dalle torpediniere Cigno, Cassiopea, Aldebaran e Pleiadi.
Successivamente rimase fermo per vari motivi fino a novembre.
Dal 19 al 23 aprile 1941, insieme alla VII Divisione incrociatori (Eugenio di Saovia, Duca d’Aosta, Attendolo e Montecuccoli) ed ai gemelli da Recco, da Mosto, Pessagno, Pigafetta e da Verrazzano, effettuò la posa dei campi minati «S 11», «S 12» ed «S 13» (con l'impiego in tutto di 321 mine e 492 galleggianti esplosivi) ad est di Capo Bon.
Tra il 23 ed il 24 aprile le unità ripeterono l'operazione posando altre 740 mine.
Il 1º maggio posò nuovamente mine a nordest di Tripoli, insieme ai gemelli Pigafetta, Da Mosto, Da Recco, Da Verrazzano e Pessagno ed agli incrociatori Eugenio di Savoia, Duca d'Aosta ed Attendolo.
Il 4-5 maggio fornì scorta indiretta – insieme ai gemelli Pigafetta, Da Recco, Da Mosto e Da Verrazzano ed agli incrociatori leggeri Eugenio di Savoia, Attendolo e Duca d'Aosta – ad un convoglio (formato dal trasporto truppe Victoria e dai cargo Marco Foscarini, Barbarigo, Calitea, Ankara, Andrea Gritti e Sebastiano Venier scortati dai cacciatorpediniere Vivaldi, da Noli e Malocello e dalle torpediniere Cassiopea, Orione e Pegaso) in rotta Napoli-Tripoli: Zeno e Pigafetta individuarono un sommergibile che attaccarono, permettendo alle navi di giungere indenni in porto. È possibile che in tale azione sia stato affondato il sommergibile britannico Usk, che risulta scomparso in quei giorni, ma che più probabilmente saltò su mine il giorno precedente.
Verso il 20 ottobre svolse insieme ai gemelli Da Noli e Pessagno una missione di trasporto truppe a Bengasi; nelle prime ore del 21 ottobre, durante la navigazione di ritorno ad Augusta, le tre navi vennero infruttuosamente attaccate da un sommergibile una quindicina di miglia a nord di Bengasi.

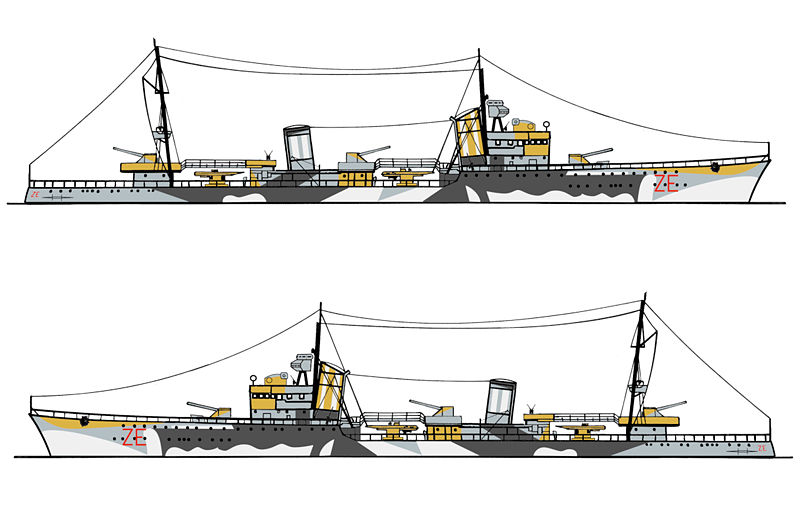
Profilo dello Zeno con la livrea mimetica sperimentale «Claudus» del 1941.

In novembre fu la prima unità della classe a ricevere la colorazione mimetica secondo lo schema sperimentale «Claudus», che fu mantenuto fino oltre la metà del 1942, per poi essere sostituito con la mimetizzazione ufficiale a linee spezzate nelle due classiche tonalità di grigio.
Il 20 novembre scortò da Taranto a Bengasi, insieme al gemello Malocello ed alla torpediniera Partenope (aggiuntasi in seguito, proveniente da Bengasi) le motonavi Città di Palermo e Città di Tunisi.
Alle tre del pomeriggio del 13 dicembre salpò da Taranto insieme ai gemelli Vivaldi, Da Noli, Da Recco e Malocello e si aggregò al gruppo scorta indiretta – corazzate Littorio e Vittorio Veneto, cacciatorpediniere Granatiere, Bersagliere, Fuciliere ed Alpino, torpediniere Clio e Centauro – nell'ambito dell'operazione «M 41», che fu però funestata dagli attacchi dei sommergibili (che danneggiarono la Vittorio Veneto ed affondarono due mercantili, il Filzi ed il Del Greco).
Dal 16 al 18 dicembre, nell'ambito dell'operazione di traffico «M 42», scortò da Taranto a Tripoli, unitamente ai gemelli Vivaldi, Da Noli, Da Recco, Malocello e Pessagno, il convoglio «L», composto dalle moderne motonavi Napoli, Monginevro e Vettor Pisani (inizialmente le navi viaggiarono insieme ad un altro convoglio, l'«N» – motonave Ankara, cacciatorpediniere Saetta, torpediniera Pegaso – separandosi poi al largo di Misurata).

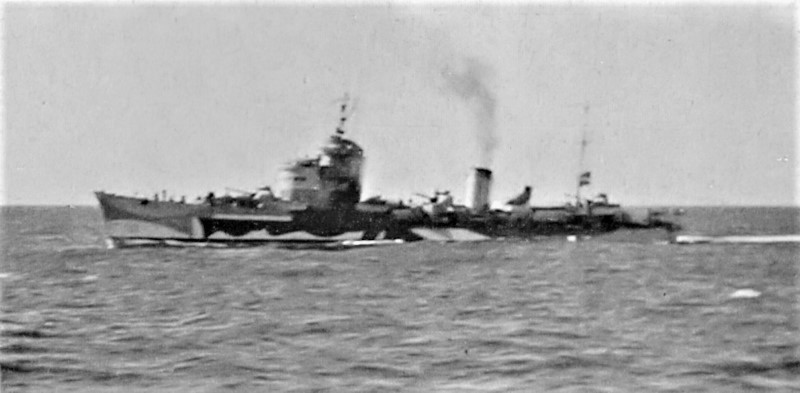
Lo Zeno in navigazione con la livrea mimetica Claudus a fine 1941

Il 21 febbraio 1942 prese parte all'operazione di traffico «K 7» scortando, insieme ai cacciatorpediniere Strale, Malocello, Vivaldi e Premuda ed alla torpediniera Pallade, un convoglio composto dai trasporti Monginevro, Ravello ed Unione sulla rotta da Messina (da dove il convoglio partì alle 17.30 del 21) a Tripoli.
Alle 16.30 del 13 giugno salpò da Cagliari insieme a Vivaldi e Malocello per attaccare – insieme alla VII Divisione incrociatori (Montecuccoli ed Eugenio di Savoia) ed alla X Squadriglia cacciatorpediniere (Premuda, Gioberti, Ascari, Oriani) – il convoglio britannico «Harpoon» nell'ambito della Battaglia di mezzo giugno, ma dovette tornare in porto per avarie ai motori.
Nel corso del 1942 lo Zeno subì lavori di modifica che videro la sostituzione di tubi lanciasiluri poppieri e mitragliere da 13,2 mm rispettivamente con 2 mitragliere da 37 mm e 7 da 20 mm.
Il 4 ottobre, a mezzanotte, salpò da Brindisi per scortare – insieme al cacciatorpediniere Folgore ed alla torpediniera Antares, cui poi si aggiunsero i cacciatorpediniere Saetta e Camicia Nera – la motonave Sestriere, diretta a Bengasi con un importante carico (3030 t di combustibili, 70 di munizioni, 28 carri armati, 144 veicoli, 1060 t di altri materiali). Nonostante continui attacchi di bombardieri statunitensi, le unità giunsero in porto indenni alle 11.30 del 7 ottobre.
In novembre ricevette la nuova colorazione mimetica definitiva in luogo della «Claudus».

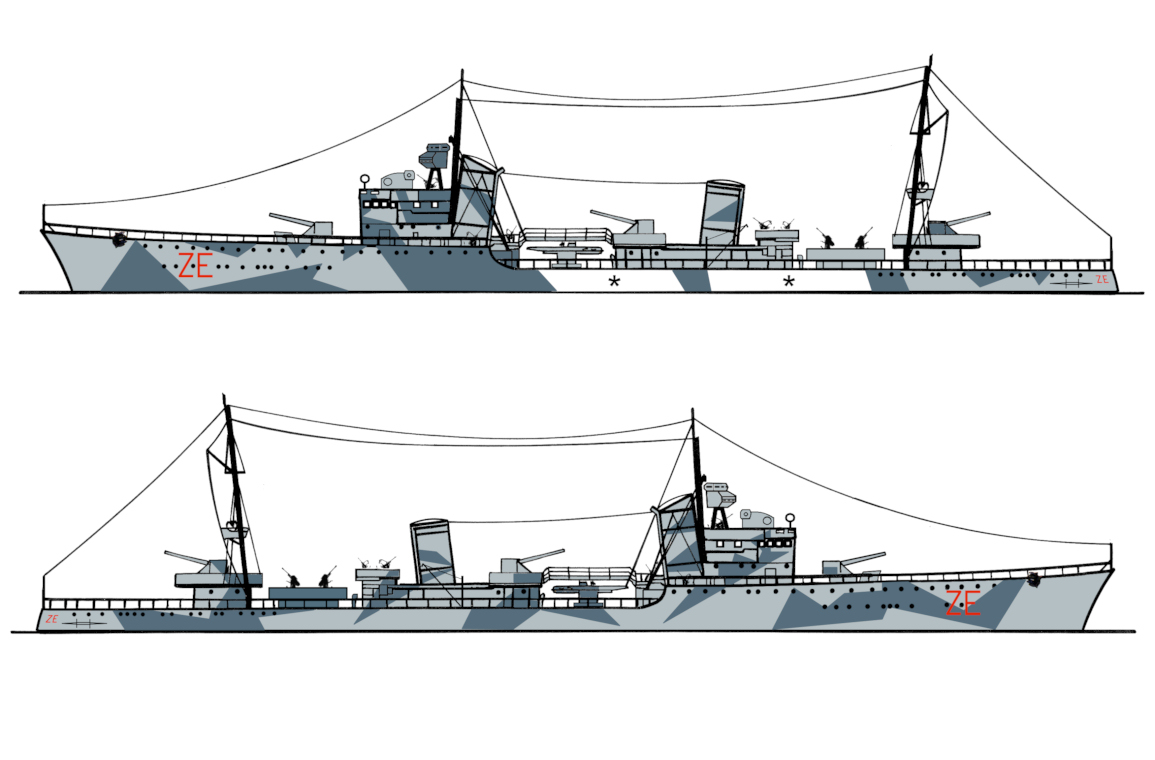
Profilo dello Zeno con la livrea mimetica definitiva dal novembre 1942

Dal 28 al 30 novembre trasportò da Taranto a Bengasi 86 tonnellate di benzina.
Nel febbraio 1943 posò il campo minato «S 62» insieme ai gemelli Pigafetta e Da Noli e scortato dai cacciatorpediniere Malocello, Mitragliere e Legionario.
Il 28 febbraio dello stesso anno, mentre rientrava in porto dopo aver posato la prima pezzata dello sbarramento di mine «S 10», la squadriglia venne attaccata da un sommergibile. Durante le concitate manovre di evasione, il da Noli, per un'avaria al timone, speronò violentemente lo Zeno a centro nave. Entrambe le unità riportarono gravi danni, ma riuscirono a rientrare in porto con i propri mezzi.
Lo Zeno non tornò mai più in servizio: portato all'Arsenale di La Spezia per le riparazioni, vi si trovava ancora alla proclamazione dell'armistizio. Il 9 settembre 1943, per evitare la cattura, l'equipaggio provvide all'autoaffondamento: lo Zeno sbandò sulla dritta e si posò sul fondale, lasciando emergere parte delle sovrastrutture e dell'artiglieria.
Nel corso del conflitto l'unità aveva svolto 182 missioni di guerra per un totale di 57.856 miglia percorse e 3564 ore di moto.

### Comandanti
Capitano di fregata Luciano Morra (nato a Cerignola il 7 luglio 1896) (10 giugno - agosto 1940)
Capitano di fregata Giorgo Ghe' (nato a Genova il 21 luglio 1901) (agosto 1940 - aprile 1941)
Capitano di fregata Riccardo de Vito Piscicelli Taeggi (nato a Napoli il 12 marzo 1902) (aprile 1941)
Capitano di fregata Gian Giacomo Ollandini (nato a Genova il 2 gennaio 1901) (novembre 1941)
Capitano di fregata Cesare Boccella Duclos (nato a Firenze il 21 febbraio 1901) (dicembre 1941 - 2 gennaio 1942)
Capitano di fregata Giulio Di Gropello (nato a Pinerolo il 4 luglio 1901) (3 gennaio - 28 luglio 1942)
Capitano di fregata Angelo Lo Schiavo (nato l'8 giugno 1901) (29 luglio 1942 - 7 febbraio 1943)